# Rhinella crucifer

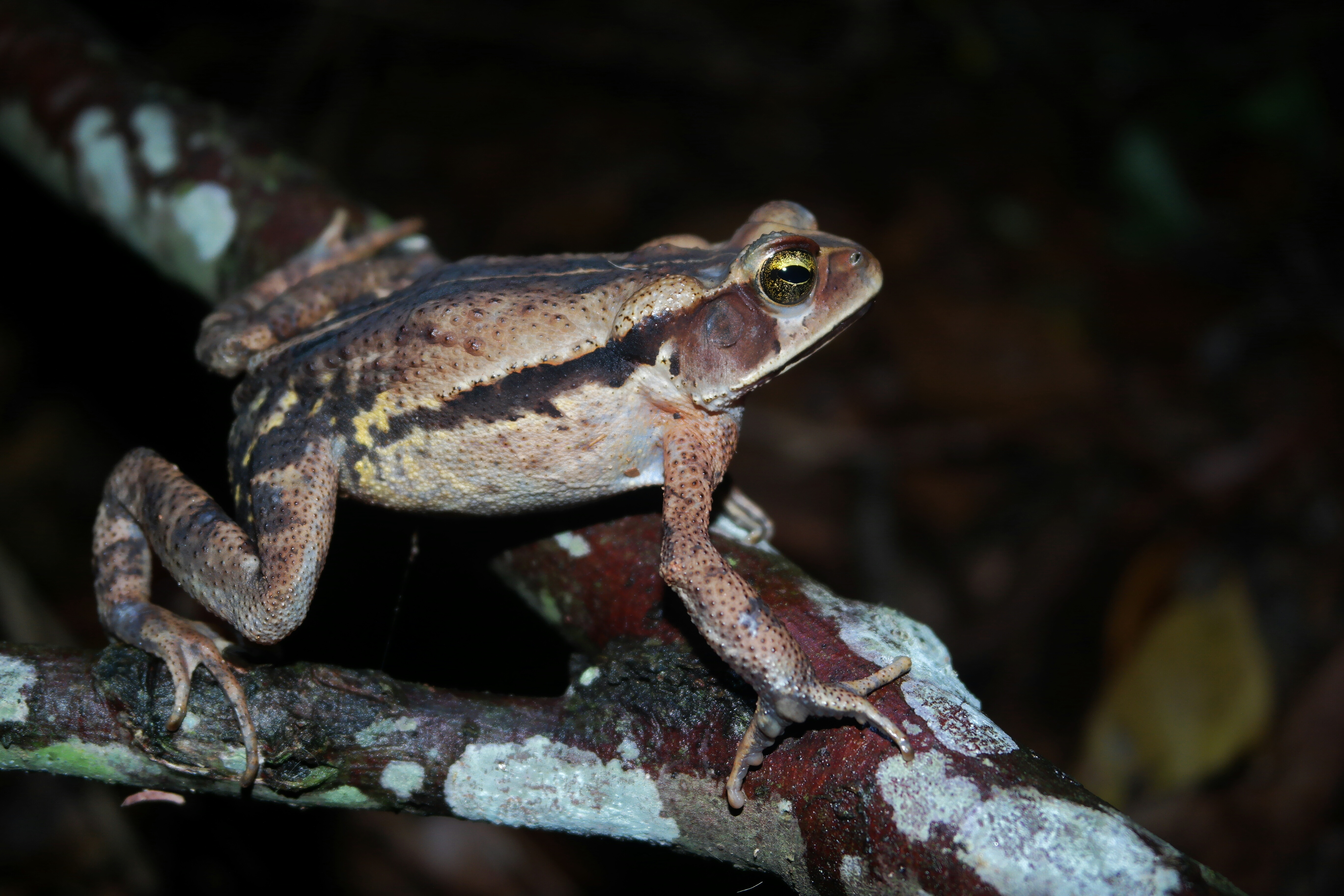
Rhinella pombali, anteriormente tida como uma espécie a parte, mas que hoje se é conhecido que se trata de um híbrido com a R. ornata.

Rhinella crucifer, popularmente conhecido como sapo-amarelo ou cururu-pequeno, é uma espécie de anfíbio da família Bufonidae. Endêmica do Brasil, pode ser encontrada nos estados do Ceará, Paraíba, Pernambuco, Sergipe, Bahia, Minas Gerais, São Paulo, Espírito Santo e Rio de Janeiro.
Em 2012, os pesquisadores Maria Tereza Thomé, Kelly Zamudio, Célio Haddad e João Alexandrino chegaram à conclusão, com base em análises genéticas do ADN nuclear e mitocondrial, de que a espécie Rhinella pombali é um híbrido entre esta e a Rhinella ornata. Devido a isso, essa espécie, que pode ser encontrada em Minas Gerais e em alguns lugares do Rio de Janeiro, passou a ser considerada um sinônimo daquela.

## Características
O sapo-amarelo tem um pequeno porte, os machos medindo cerca de 7 cm e as fêmeas podendo chegar a 9 cm. Sua pele é úmida, caracterizada por ser bem rústica, de cor amarelada ao marrom, com uma faixa preta em seu comprimento e outra faixa clara entre as pretas. Isso faz com que possa se camuflar nas folhagens, passando despercebido.

## Alimentação
Quando girino, alimenta-se de detritos e raspa plantas aquáticas. Alimenta-se na fase adulta de insetos, lesmas, aranhas e centopeias.

## Habitat
Encontra-se em todo o Brasil, sendo mais abundante no Nordeste e no Sudeste do país. O seu habitat natural inclui florestas secas tropicais ou subtropicais, rios, pântanos, jardins rurais e florestas secundárias altamente degradadas com lagos e lagoas permanentes. Adapta-se facilmente ao ambiente urbano.

## Comportamento e reprodução
Em dias mais frios e secos do ano costuma migrar para a beira de rios e lagoas logo nas primeiras horas da noite ou da manhã para vocalizar, e muitas vezes os machos, por serem menos seletivos, fecundam fêmeas de outras espécies, formando híbridos naturais. A desova é composta por cordões gelatinosos, dispostos em fileira única. Após a eclosão, os pequenos girinos habitam a lagoa e sofrem o processo de metamorfose até se tornarem animais adultos. Seus predadores naturais são aves de rapina e cobras.